# Токарчук Андрій Петрович
Андрі́й Петро́вич Токарчу́к (нар. 12 липня  1983, Бар, Вінницька обл. — 19 квітня 2022, Солодке, Донецька обл.) — лейтенант Національної гвардії України, командир першої стрілецької роти, учасник російсько-української війни, лікар хірург-стоматолог.

## Життєпис

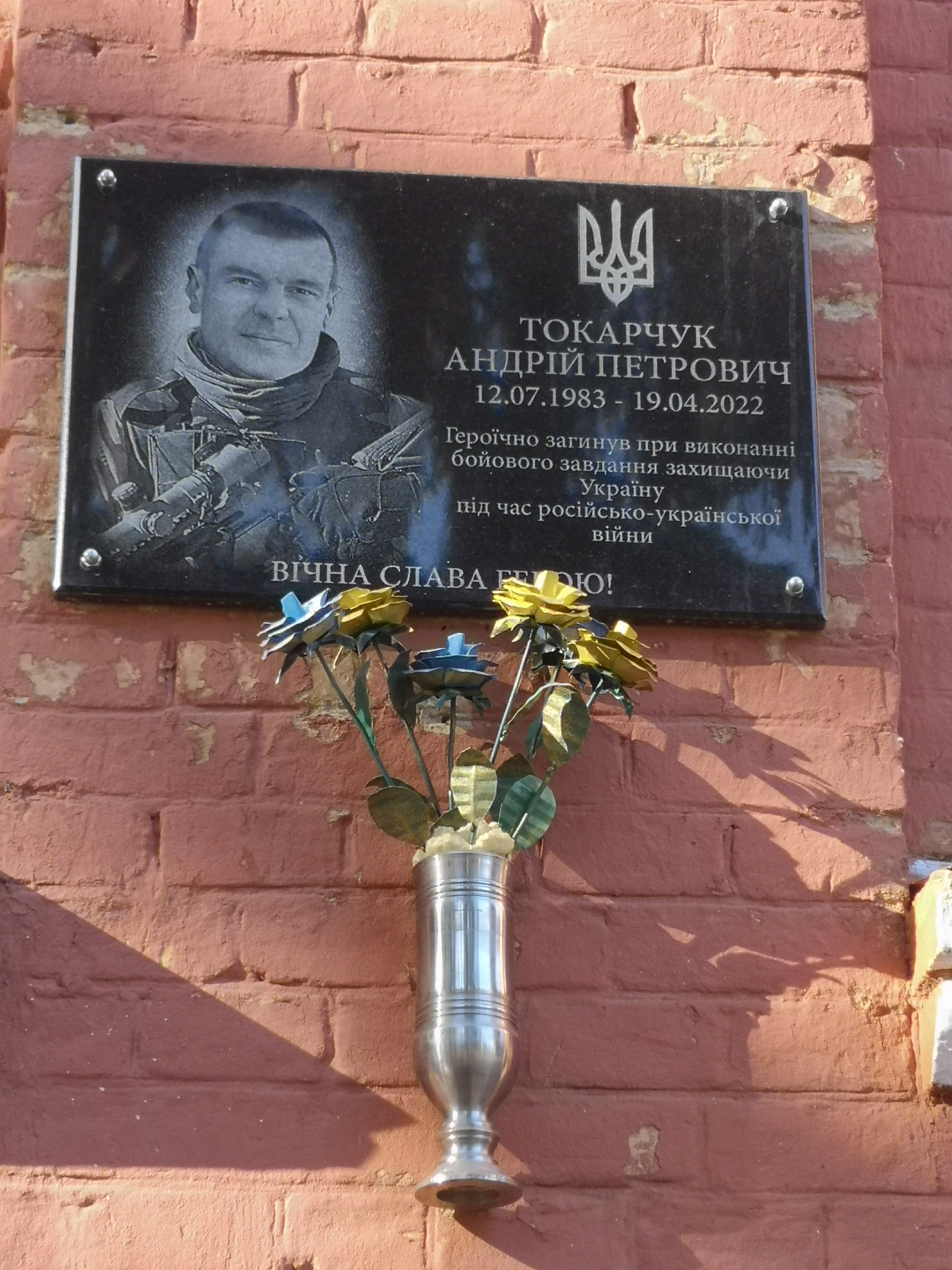
Меморіальна дошка Андрію Токарчуку на будівлі ЗОШ 4 у місті Бар

Народився Андрій Токарчук 12 липня 1983 року в місті Бар Вінницької області.
По завершенні навчання у загальноосвітній школі № 4 міста Бар, із срібною медаллю, вступив до медичного університету.
Працював у міській стоматологічній поліклініці, загальний стаж лікаря-стоматолога 16 років.
Мав хобі — лижний спорт.
З перших днів повномасштабної російсько-української війни став на захист Батьківщини. Мав позивний «Док» та був командиром першого стрілецького взводу резервної роти.
19 квітня 2022 року, потрапивши під мінометний обстріл у селищі Солодке Донецької області, загинув від осколків ворожої міни.
Похований 23 квітня 2022 року в місті Бар на Вінниччині.
У Героя залишилася дружина, троє дітей, батьки та брат.

## Вшанування пам'яті
На будівлі ЗОШ № 4 у місті Бар, де навчався Андрій Токарчук, 17 листопада 2022 року відкрито меморіальну дошку.

## Нагороди
14 червня 2022 року «За особисту мужність, виявлену у захисті державного суверенітету територіальної цілісності України, самовіддане виконання військового обов'язку» нагороджено орденом «За мужність» ІІІ ступеня (посмертно).